# Jazz Q
Jazz Q – czeska grupa muzyczna, której twórczość stanowi połączenie gatunków jazz rock oraz art rock. Powstała w 1964 jako zespół grający modern jazz, dopiero w latach 70 zaczęła łączyć gatunki bluesa, rocka progresywnego czy muzyki elektronicznej. 

## Dyskografia[2]
- Coniunctio (razem z Blue Effect; 1970)
- Pozorovatelna (1973)
- Symbiosis (1974)
- Elegie (1976)
- Zvěsti (1978)
- Hodokvas (1979)
- Hvězdoň (1984)
- 1974-75 live (1991)
- The Best of Jazz Q (1995)
- Znovu (2013)
- Talisman (2016)